# Gornji Brgat
Gornji Brgat je naselje u Dubrovačko-neretvanskoj županiji u općini Župa dubrovačka.

## Zemljopisni položaj
Gornji Brgat se nalazi na raskrižju cesta Dubrovnik-Mokošica-Trebinje, 5 km sjeveroistočno od Dubrovnika, na odvojku ceste koja od Jadranske turističke ceste povezuje Dubrovnik s Trebinjem i sa susjednom Bosnom i Hercegovinom. 1 km sjeveroistočno od mjesta Gornji Brgat nalazi se istoimeni granični prijelaz.

## Povijest
U rujnu 1991. godine Gornji Brgat je bio prvo mjesto u bližoj okolici Dubrovnika na koje je Jugoslavenska narodna armija u sprezi s četnicima iz Trebinja i mjesta Ivanica izvršila napad. Gornji Brgat je postao jako važno uporište Hrvatske vojske koje je sve do 24. listopada 1991. godine uspješno odoljevalo dvadesetorostruko brojnijem i moćnijem neprijatelju. 
Sveta Ana na Brgatu (nova crkva svete Ane na Brgatu, na slici) se počela gradit 1912. a posvetio ju je 26. travnja 1914. dubrovački biskup Josip Marčelić. Stara crkva svete Ane (u pozadini s desne strane na slici) spominje se prvi put 1366. kao crkva sv. Petke a pripada u krug onih župskih crkava najstarijim u tom kraju pošto je Dubrovačka republika učvrstila svoje granice prema istočnim državama u XIV st.(intorno dei e di sancta Petcha).

## Stanovništvo
Prema popisu stanovništva iz 2011. godine u Gornjem Brgatu živi 199 stanovnika. Stanovnici su uglavnom Hrvata katoličke vjeroispovjesti.

## Kretanje broja stanovnika
| broj stanovnika | 240   | 192   | 188   | 222   | 274   | 192   | 166   | 184   | 177   | 191   | 204   | 191   | 214   | 183   | 191   | 199   | 178   |
|                 | 1857. | 1869. | 1880. | 1890. | 1900. | 1910. | 1921. | 1931. | 1948. | 1953. | 1961. | 1971. | 1981. | 1991. | 2001. | 2011. | 2021. |

## Šport
- Boćarski klub Brgat